# Hiéroglyphe égyptien E17
Pour les articles homonymes, voir Chacal (homonymie).
Le hiéroglyphe égyptien E17 (chacal) est classifié dans la section E « Mammifères » de la liste de Gardiner ; il y est noté E17.

## Représentation
Il représente un chacal doré (Canis aureus). Il est translittéré sȝb.

## Utilisation
| s | Ab | b | E17 |

| s | Ab | b | E17 |

| E17 | A1 |

| E17 | A1 |

## Exemples de mots
| E17 | r · O48 | A1 |

| E17 | r · O48 | A1 |

| E17 | Y3 | A1 |

| E17 | Y3 | A1 |

| E17 | F20 | Y3 | Y1 · Z2 |

| E17 | F20 | Y3 | Y1 · Z2 |